# Anguliphantes sibiricus
Anguliphantes sibiricus là một loài nhện trong họ Linyphiidae.
Loài này thuộc chi Anguliphantes. Anguliphantes sibiricus được Andrei V. Tanasevitch miêu tả năm 1986.